# Rhytidophyllum acunae
Rhytidophyllum acunae är en tvåhjärtbladig växtart som beskrevs av Conrad Vernon Morton. Rhytidophyllum acunae ingår i släktet Rhytidophyllum och familjen Gesneriaceae. Inga underarter finns listade i Catalogue of Life.